# Kashino (Schiff)
Die Kashino (japanisch 樫野) war ein Munitionstransporter der Kaiserlich Japanischen Marine, der im Zweiten Weltkrieg zum Einsatz kam.

## Geschichte

### Entwicklungsgeschichte
Die Kaiserlich Japanische Marine plante in den 1930er Jahren die Beschaffung von neuen Schlachtschiffen der Yamato-Klasse. Diese neuen Schiffe sollten eine Hauptbewaffnung bestehend aus neun 46-cm-Geschützen in drei Geschütztürmen tragen. Diese Systeme wurden in entsprechenden Werkstätten in der Marinewerft in Kure gefertigt, wo auch die Yamato selbst gebaut wurde. Da aber zwei ihrer Schwesterschiffe nicht in Kure, sondern in Nagasaki (Musashi) bzw. Yokosuka (Shinano) gebaut wurden, benötigte man ein Transportschiff, das die entsprechende Ausrüstung zu den Werftstandorten beförderte, da dies nicht über den Landweg erfolgen konnte. Der bisher hierfür genutzte Marinetanker Shiretoko konnte aber das Gewicht eines entsprechenden Geschützturms nicht tragen. Daraufhin wurde entschieden, ein neues Fahrzeug zu bauen, welches einen Geschützturm, drei Geschützrohre und zusätzliches Panzermaterial transportieren sollte. Des Weiteren sollte es zur Erprobung von aus dem Ausland beschafften Antriebskomponenten verwendet werden.

### Bau
Der Bauauftrag für die spätere Kashino wurde im Rahmen des 3. Kreis-Bauprogramms (Maru 3 Keikaku) von 1937 mit der Baunummer 55 an Mitsubishi vergeben. Diese legte den Rumpf am 1. Juli 1939 auf ihrer Werft in Nagasaki auf Kiel und der Stapellauf erfolgte am 26. Januar 1940. Die Indienststellung erfolgte am 10. Juli 1940 unter dem Kommando von Kaigun-taisa (Kapitän zur See) Murao Jiro, welcher bereits seit dem 26. Januar 1940 als sogenannter Oberster Ausrüstungsoffizier (jap. 艤装員長, gisō inchō) mit der Baubelehrung beauftragt gewesen war.

### Einsatzgeschichte
Nach Indienststellung wurde das Schiff dem Marine-Distrikt Kure unterstellt. Am 25. März 1941 wechselte die Schiffsführung von Kapitän Murao zu Ito Akira, davor Kommandant des Flugzeugträger Akagi und am 11. August zu Kapitän Doi Takashi.
Im Oktober 1941 wurde erstmals Material für die Musashi von Kure nach Nagasaki verschifft (ein Geschützturm und ein Geschütz). Anschließend transportierte sie regelmäßig Geschütze und Nachschub zwischen beiden Häfen. Nach Abschluss der Ausrüstung der Musashi und der Entscheidung im Juni 1942 die Shinano als Flugzeugträger fertigzustellen, benötigte die Marine kein Schiff zum Transport von Geschütztürmen mehr und die Kashino wurde in der Marinewerft von Yokosuka zum Transporter für Munition und anderer Versorgungsgüter umgebaut.

### Untergang
Bei einer dieser Fahrten wurde das Schiff am 4. September 1942 durch das amerikanische U-Boot USS Growler, unter dem Kommando von Lieutenant Commander Howard W. Gilmore, 70 Seemeilen nordöstlich von Kiirun (Formosa) gesichtet. Dieser feuerte um 9:50 zwei Torpedos ab, die – einer auf Höhe der Brücke und der andere am Bug – trafen und das Schiff bewegungsunfähig machten. Da die Kashino aber nicht sank, wurde durch das Decksgeschütz der Growler das Feuer eröffnet und um 10:35 ein weiterer Torpedo abgeschossen. Dieser verfehlte aber sein Ziel, worauf um 10:40 ein weiterer Torpedo abgeschossen wurde, der die Kashino auf Position 25° 45′ N, 122° 42′ O innerhalb weniger Minuten sinken ließ.
Die Kashino wurde am 2. Oktober 1942 aus der Flottenliste der Schiffe der Kaiserlichen Japanischen Marine gestrichen.

## Technische Beschreibung

### Rumpf
Der Rumpf der Kashino war über alles 137,5 Meter lang, 18,84 Meter breit und hatte bei einer Verdrängung von 10.526 Tonnen einen Tiefgang von 6,43 Metern.

#### Frachtkapazität
Für den Transport waren drei Frachträume vorhanden mit einer Transportkapazität von 5.800 Tonnen.

### Antrieb
Der Antrieb erfolgte durch vier ölbefeuerte Dampferzeuger – zwei LaMont-Kesseln und zwei Kampon Ho-Gō-Kesseln –  und zwei Getriebeturbinensätze von Brown-Boveri mit denen eine Leistung von 4.500 PS (3.310 kW) erreicht wurde. Diese gaben ihre Leistung an zwei Wellen mit je einer Schraube ab. Die Höchstgeschwindigkeit betrug 14 Knoten (26 km/h) und die maximale Fahrstrecke 6.000 Seemeilen (11.112 km) bei 14 Knoten, wofür 900 Tonnen Schweröl gebunkert werden konnten.

### Bewaffnung
Die flugabwehrfähige Bewaffnung bestand aus zwei 12-cm-Geschützen mit Kaliberlänge 45 des Typ 10. Diese konnten eine 20,4 Kilogramm schwere Granate bis zu 16 Kilometer weit schießen und waren, in Schiffsmittellinie, in Einzellafetten auf dem Vorschiff und dem Achterdeck aufgestellt. Des  Weiteren vier 13,2-mm-Maschinengewehren Typ 93, ebenfalls in Doppellafette, beiderseits auf dem Brückenaufbau. Diese Maschinengewehre verschossen im Einsatz rund 250 Schuss pro Minute, die Reichweite lag bei etwa 4,5 Kilometern bei 85° Rohrerhöhung. Die 314 Kilogramm schwere Lafette war um 360° drehbar und hatte einen Höhenrichtbereich von −15° bis +85°.

## Besatzung

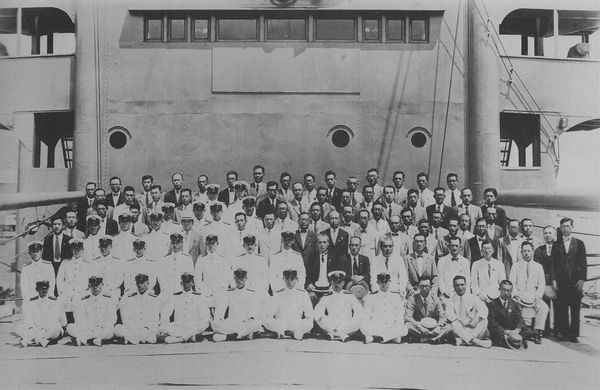
Die Crew der Kashino am 10. Juli 1940.

Die Besatzung der Kashino hatte eine Stärke von 43 Offizieren, Unteroffizieren und Mannschaften. Üblicherweise befehligte ein Stabsoffizier im Rang eines Kaigun-taisa (Kapitän zur See) das Schiff. Zusätzlich konnten bis zu 260 Passagiere an Bord genommen werden.

### Liste der Kommandanten
| Nr. | Name                        | Beginn der Amtszeit | Ende der Amtszeit | Bemerkungen                                       |
| --- | --------------------------- | ------------------- | ----------------- | ------------------------------------------------- |
| 1.  | Kapitän zur See Murao Jiro  | 10. Juli 1940       | 25. März 1941     | seit 26. Januar 1940 mit der Baubelehrung betraut |
| 2.  | Kapitän zur See Ito Akira   | 25. März 1941       | 11. August 1941   |                                                   |
| 3.  | Kapitän zur See Doi Takashi | 11. August 1941     | 4. September 1942 |                                                   |

## Bemerkungen
1. ↑  Im Wikipediaartikel zur Akagi wird der Name des Kommandanten als Ito Ko angegeben.